# 胡昭
胡 昭（こ しょう、162年 - 250年）は、中国後漢末期から三国時代にかけての人物。字は孔明。豫州潁川郡の出身。子は胡纂。

## 生涯
後漢末の混乱を避け各地を転々とし、袁紹や曹操の招聘を受けたが断って隠棲を続けた。最終的には故郷の陸渾の山中に居住し、農耕と読書の日々を送った。人望が篤く、村人や官吏に尊敬され、さらには関羽と呼応し反乱を起こした孫狼らの賊にまで敬意を払われた。魏王朝の成立後も彼に対する招聘は続いたが、最後までそれに応じなかった。胡昭の死後、子の胡纂は招聘に応じ、郎中を拝命した。